# Юсупов, Беньямин
Беньямин Юсупов (Вениамин Яковлевич Юсупов) (22 ноября 1962, Душанбе) — композитор, пианист и дирижёр, лауреат премии Энгеля (2009).

## Биография
Беньямин Юсупов родился в Душанбе. Он закончил Московскую консерваторию (1990) как композитор, дирижёр и пианист. Среди его педагогов Роман Леденёв (композиция), Юрий Холопов (теория), Дмитрия Китаенко (дирижирование), Юрий Фортунатов (оркестровка). Его сочинения, эксклюзивными правами на которые владеет Гамбургское издательство SIKORSKI, многократно исполнялись известными солистами и коллективами, среди которых Лондонский, Мюнхенский, Израильский, Люцернский, Копенгагенский и Белградский филармонические оркестры. Он тесно сотрудничает с крупнейшими музыкантами, такими как: Максим Венгеров, Миша Майский, Вадим Репин, Александр Князев, Максим Рысанов, Сергей Накаряков, Константин Лифшиц, Райнхольд Фридрих и другие.
Музыка Юсупова не ограничена ни жанровыми, ни общекультурными рамками — она объединяет все возможные стили и влияния, что и создаёт неповторимый язык композитора. Его сочинения отмечены многочисленными наградами.
В 2005 году Филармоническим оркестром Северогерманского радио в Ганновере с триумфом была исполнена мировая премьера его сочинения Viola Tango Rock Concerto, написанного специально для Максима Венгерова. 
Юсупов написал также Виолончельный концерт для знаменитого виолончелиста Миши Майского, посвятив его 60-летию солиста. Премьера его состоялась в Люцерне под управлением автора. В 2014 году состоялась премьера Скрипичного концерта "Голоса скрипки"посвященного Вадиму Репину и заказанного Трансибирским Арт Фестивалем совместно с Филармоническим Оркестром Радио Франции и Берлинским Симфоническим Оркестром.
Юсупов живёт в Израиле и активно участвует в музыкальной жизни страны, сотрудничая со всеми крупными её оркестрами как композитор и дирижёр. Он также дирижировал оркестрами в государствах бывшего СССР, в Европе и Америке, в таких престижных залах как Филармонии Берлина, Кёльна, Мюнхена, Амстердамского Концертгебау и Лондонского Royal Festival Hall, Люцернского KKL.
Как пианист неоднократно выступал в дуэте с Максимом Венгеровым.
Кандидатскую диссертацию защитил в университете Бар-Илана в Израиле.
Был награждён множеством премий:
- Премия Союза композиторов СССР (1989)[2],
- Clone Prize Лиги композиторов Израиля (1993)[2],
- премия премьер-министра Израиля (1999[2] и 2008),
- премия ACUM (2002 и 2004) и другие.

## Сочинения

### Оркестровые сочинения
- Falak (1988), поэма для симфонического оркестра
- Gabriel (1991), поэма для симфонического оркестра
- Symphony No. 1 (revised version) (1992)
- Nostalgia (1992) для струнного оркестра
- Aleph (1995) для симфонического оркестра
- Iniquities (1998) для 16 исполнителей, сантура и дудука, по прочтению 130-го псалма
- Go Tango (2003) для оркестра
- Postludium (2003) для оркестра

### Концерты
- Sinfonia Concertante (1989—1990/1993) для фортепиано и оркестра
- Tanovor (1994) для флейты и камерного оркестра
- Nola (1994) концерт для различных флейт и струнного оркестра
- Concerto For Violin And Orchestra (1998), посвящается Максиму Венгерову
- Dasht (1999) Концерт для тромбона, этнических инструментов и камерного ансамбля
- Maximum (2003) для скрипки, альта, флейты, арфы и оркестра. Посвящается Максиму Венгерову
- Concerto For Viola And Orchestra (2003), посвящается Максиму Венгерову
- Concerto Intimo (2005) для фортепиано и оркестра
- Concerto For Violoncello And Orchestra (2006) посвящается Мише Майскому
- Con Moto (2007) для маримбы (или фортепиано) и струнного оркестра
- Concerto For Two Clarinets And Orchestra (2010)
- Voices Of Violin (2013) Концерт № 2 для скрипки и оркестра, посвящается Вадиму Репину

### Вокальные сочинения
- Feelings Of Creation (1995) Кантата для чтеца, смешанного хора, ударных, альта и фортепиано, на стихи Галит Гилад и Омара Хайяма
- Six Tanka (1998) для меццо-сопрано, скрипки (или альта) и фортепиано, на стихи старых японских поэтов, посвящается Чечилии Бартоли и Максиму Венгерову

### Инструментальные камерные сочинения
- Sadoi Kuchsor (Mountain Sounds) (1985) для квинтета духовых
- String Quartet (1986)
- Sonata For Violoncello And Piano (1988)
- Melancholy (1984/1995) для фортепиано
- Quintet For Marimba (Piano), Two Violins, Viola And Violoncello (1996)
- Metaphor (1996) для арфы (или фортепиано)
- Jonona (1996) для флейты, уд’а, контрабаса и ударных
- But In Vain (1997) для флейты, альта и арфы
- What I Wished For (1997) для струнного квартета
- Segoh (1997) для флейты, уд’а и ударных
- Sonata For Two Pianos (1983/1998)
- Piano Trio (2000)
- Dirlo Bubin (2000) для флейты, уд’а, контрабаса и ударных
- Crossroads No. I (2003) для флейты, скрипки и кроталез
- Crossroads No. II (2004) для фортепиано
- Crossroads No. III (2006) для гитары
- Haqqoni — Crossroads No. IV (2007) для кларнета, скрипки, виолончели, фортепиано и магнитофонной ленты
- Musica Mundi (2008) для струнного квартета
- Crossroads No. V (2008) для струнного секстета